# 8. (makedonska) divizija (KNOJ)
8. (makedonska) divizija KNOJ je bila partizanska divizija, ki je delovala v sklopu Korpusa narodne obrambe Jugoslavije v Jugoslaviji med drugo svetovno vojno.
Ustanovljena je bila 6. decembra 1944.